# Ka’ak
Ka’ak (arab. ‏كعك‎, również transliterowane kaak) lub kahqa jest powszechnym arabskim słowem oznaczającym herbatniki, i może odnosić się do kilku różnych rodzajów wypieków produkowanych w krajach arabskich i na Bliskim Wschodzie. Pieczywo to w krajach Bliskiego Wschodu jest podobne do suchego i utwardzonego biszkoptu i ma głównie kształt pierścienia. Podobne ciasto, zwane kue kaak, jest również popularne w Indonezji.

## Historia
Ka’ak jest po raz pierwszy poświadczony w „Kitab al Wusla il al Habib”, pochodzącej z Syrii XIII-wiecznej książki kucharskiej. „Kitab al Wusla il al Habib” podaje trzy przepisy na ka’ak.

## Odmiany

### Krążki z chleba

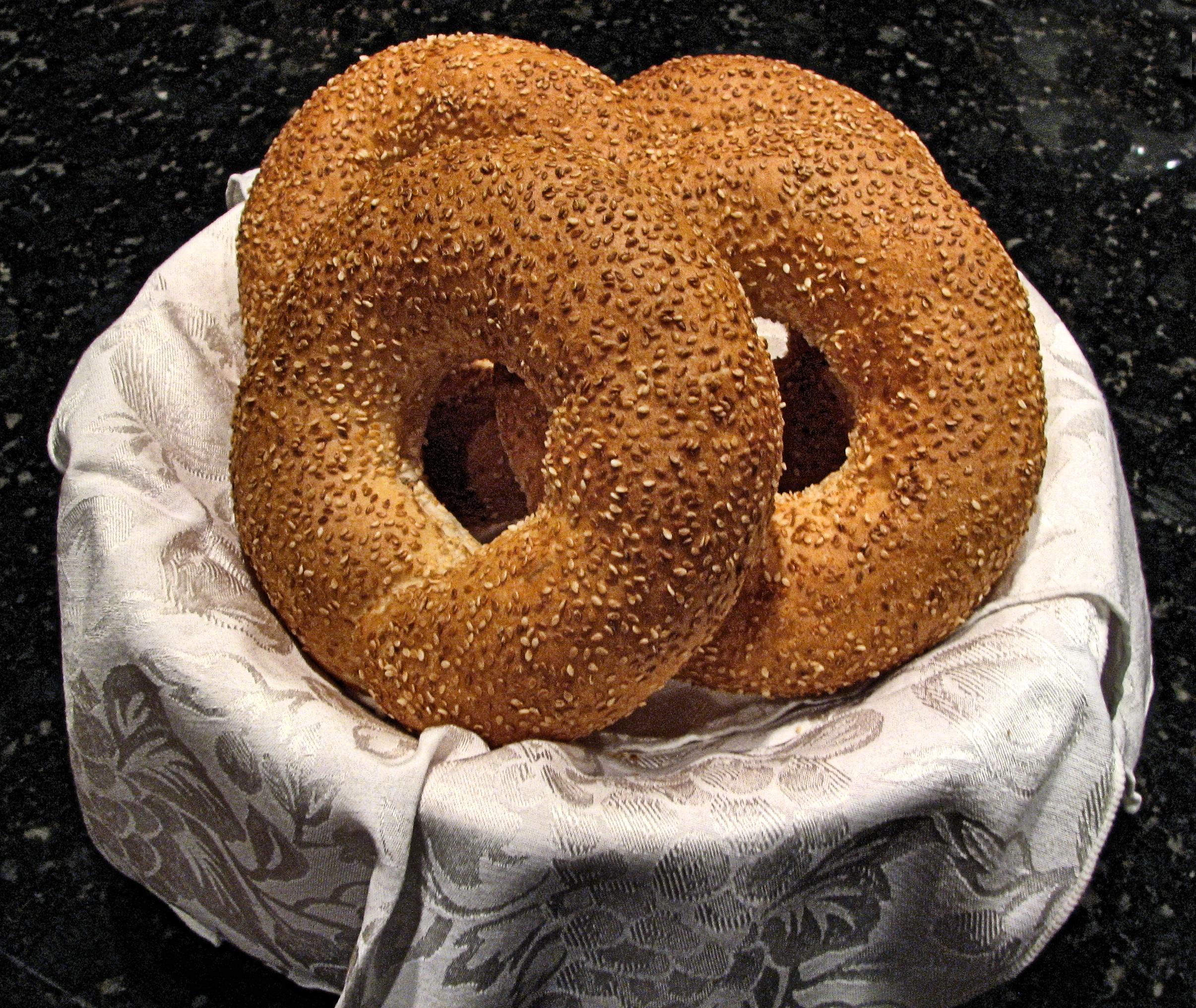
Krążki ka’ak posypane sezamem

Ka’ak może odnosić się do chleba powszechnie spożywanego na całym Bliskim Wschodzie; ma on kształt dużego pierścienia i jest pokryty nasionami sezamu. Jako środek spulchniający przy produkcji używana jest sfermentowana ciecierzyca. Jest powszechnie sprzedawany przez sprzedawców ulicznych, zwykle spożywany jako przekąska lub na śniadanie z za’atarem. We wschodniej Jerozolimie czasami podaje się go obok jajek pieczonych w piecu i falafelków. Palestyńczycy od Hebronu do Dżaninu uważają ka’ak al-Quds (w Jerozolimie ka’ak) za rarytas, a ci z miasta lub odwiedzający je często kupują tam kilka sztuk, aby dać innym jako prezent.
W Libanie krążki ka’ak są robione ze słodkiego ciasta zwiniętego i uformowanego w krążki, posypane ziarnami sezamu. Po upieczeniu są glazurowane mlekiem i cukrem, a następnie suszone. Tunezyjscy Żydzi również robi słodko–słoną wersję ciasta, ale nie używają ciasta drożdżowego. W Egipcie podawana jest, zwykle na weselach, odmiana z migdałami znana jako „kahk bi loz”.
Trzynastowieczny bliskowschodni tekst kulinarny „Kitab al Wusla il al Habib”, zawiera trzy przepisy na ka’ak.

### Słodkości

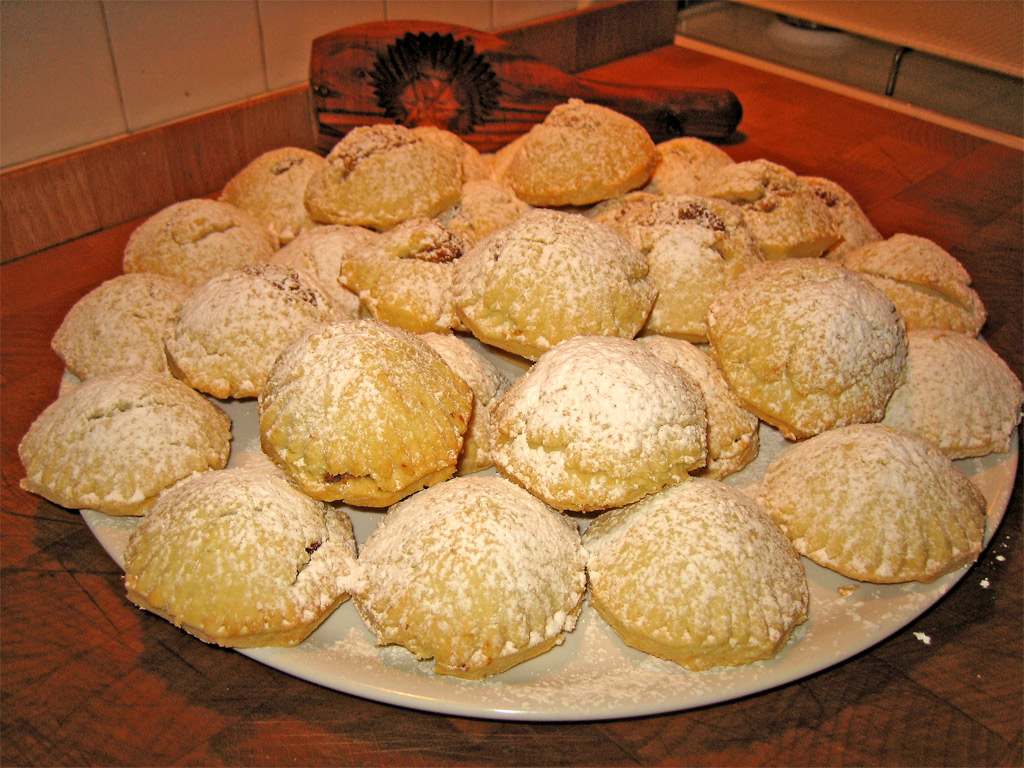
Ka’ak w stylu libańskim z ma’amoul

W niektórych społeczeństwach ciastka lub słodycze znane jako „ka'ak” są ciasteczkami na bazie semoliny, są to ka'ak bi ma'moul (lub ka'ak bi ajwa) nadziewane zmielonymi daktylami, ka'ak bi jowz nadziewane zmielonymi orzechami włoskimi i ka'ak bi fustok, które są nadziewane zmielonymi orzechami pistacjowymi.
Ka'ak są powszechnie podawane w Id al-Fitr (Święto Przerwania Postu) i Wielkanoc w Egipcie, gdzie są znane jako kahk. Kahk są pokryte cukrem pudrem i wypełnione agameya (mieszaniną miodu, orzechów i ghi), rachatłukum, orzechami włoskimi, pistacjami lub daktylami, lub po prostu podawane bez dodatków. Są również ozdobione misternymi wzorami. Egipcjanie robili kahk od XVIII dynastii starożytnego Egiptu, 3500 lat temu.
Arabscy chrześcijanie, przede wszystkim chrześcijanie palestyńscy (w tym ci, którzy żyją w diasporze palestyńskiej) oraz chrześcijanie libańscy, robią te słodycze świętując Wielkanoc. Wypieki często mają kształt wieńca i symbolizują koronę cierniową, w którą, jak chrześcijanie wierzą, Jezus z Nazaretu był ubrany w dniu ukrzyżowania.

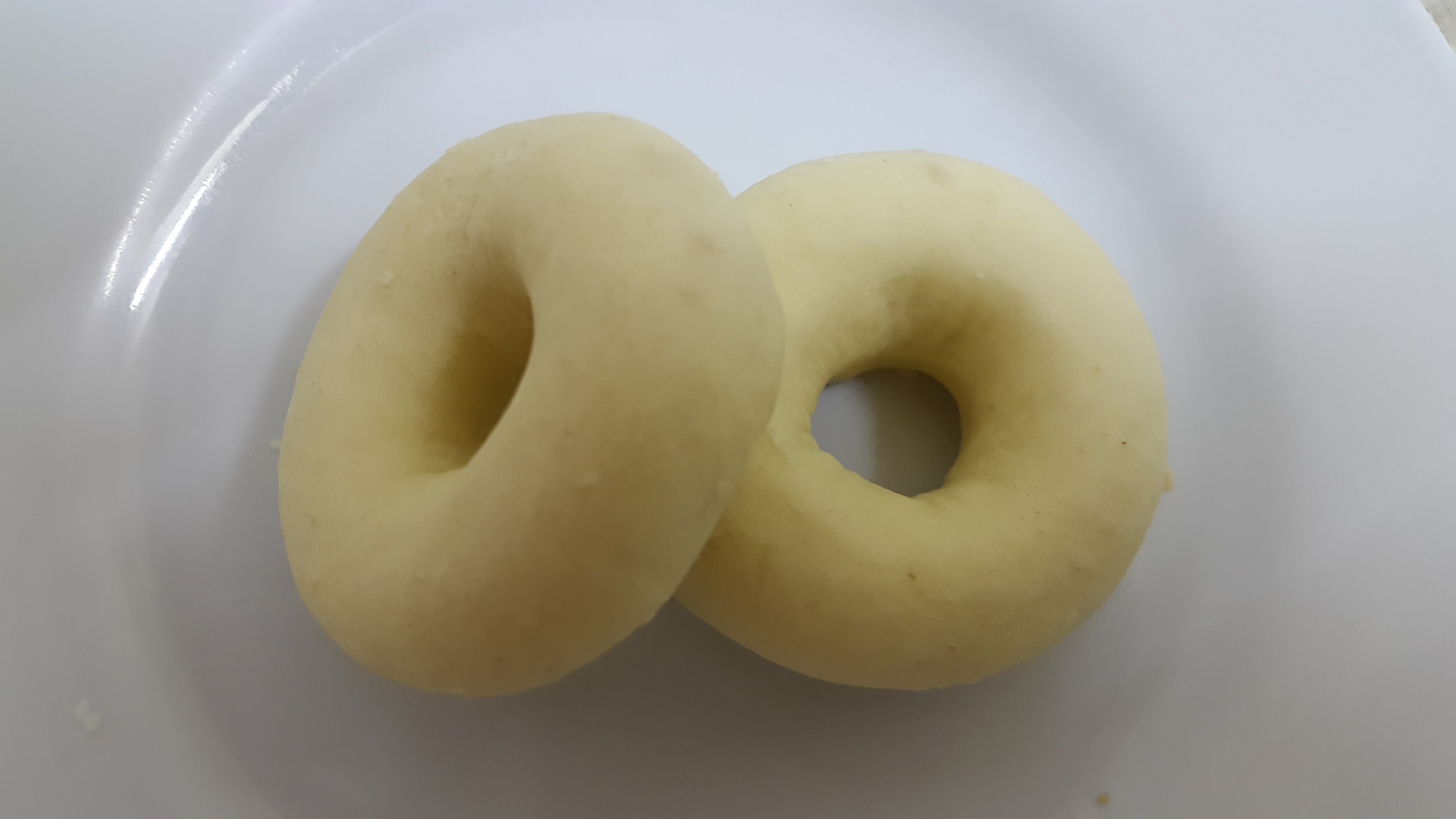
Tunezyjskie ka'ak al-warqa, ciasto z migdałami

Na muzułmańskiej uczcie podczas Id al-Fitr i Id al-Adha tradycyjnym deserem jest również ka'ak bi ma'moul. W Gazie, gdy sąsiad wysyła do twojego domu danie wypełnione jedzeniem, jak to często bywa w czasie wakacji, jest zwyczajem zwracania naczynia wypełnionego jedzeniem własnego wyrobu, najczęściej z ka'ak bi ajwa.
Ka'ak al-asfar ("żółta bułka") to ciasto pieczone przez muzułmanów w Lewancie dla uczczenia dusz zmarłych. Zgodnie z tradycją, chleb ten, opatrzony skomplikowanym wzorem geometrycznym, był rozdawany wraz z suszonymi owocami biednym, dzieciom i krewnym przez rodzinę zmarłego w czwartek i poniedziałek po śmierci oraz w dzień znany jako „Khamis al-Amwat” („Czwartek Zmarłych”).
Słodycze „ka'ak” wykonane przez Irakijczyków mają zazwyczaj kształt pączka i są pokryte nasionami sezamu, jak choćby ka'ak ab sumsum i ka'ak eem tzmukin, który ma między innymi rodzynki. Ka'ak beharat oo tefach ma ten sam kształt i wiele takich samych składników jak ka'ak eem tzmukin, ale rodzynki zastępuje jabłko, i pączek jest powlekany migdałami zamiast sezamem. In Jemenie, ka'ak tradycyjnie wytwarzano z rzadkim dodatkiem czarnuszki (Nigella sativa). Ka'ak było tradycyjnym ciastem spożywanym przez Żydów jemeńskich podczas święta Purim.